# Podosphaera macularis
Podosphaera macularis är en svampart som först beskrevs av Carl (Karl) Friedrich Wilhelm Wallroth, och fick sitt nu gällande namn av U. Braun & S. Takam. 2000. Podosphaera macularis ingår i släktet Podosphaera och familjen Erysiphaceae.   Inga underarter finns listade i Catalogue of Life.

## Bildgalleri

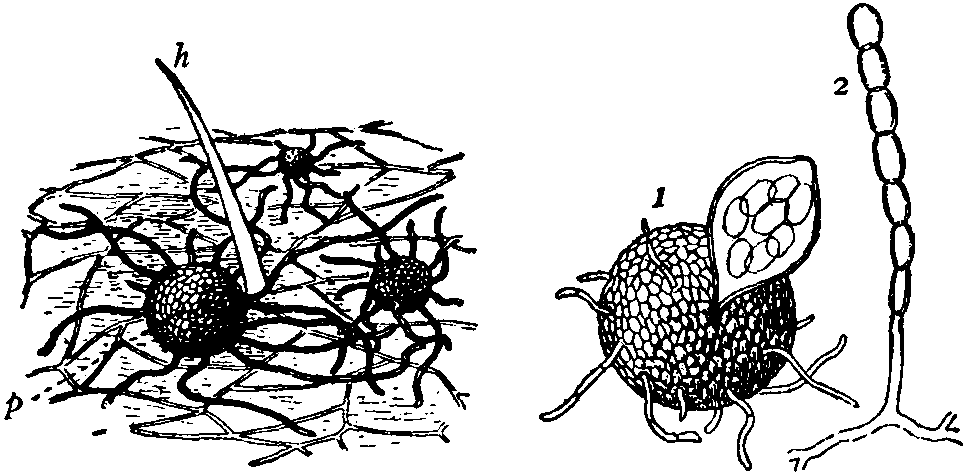